# 益城町総合体育館
益城町総合体育館（ましきまちそうごうたいいくかん）は、熊本県上益城郡益城町木山にある屋内スポーツ施設である。

## 概要
1998年（平成10年）3月2日完成。2016年（平成28年）4月に熊本地震で被災し、避難所として用いられたが、2018年（平成30年）3月に解体が完了。2018年9月に新体育館建築工事が開始され、翌年に竣工。2020年7月より供用が再開された。新体育館の総工費は約38億5000万円。

## 施設
- メインアリーナ（バスケットボール、バレーボール、バドミントン、卓球など）
- サブアリーナ（バスケットボール、バレーボール、バドミントン、卓球など）
- 武道場（柔道、空手、剣道）
- トレーニングルーム
- 多目的室
- 会議室

## 主な大会・イベント
- くまもと未来国体ではバスケットボール会場になった。
- 熊本県をホームとするフォレストリーヴズ熊本が所属するV・チャレンジリーグの公式戦も開かれる。
- 熊本市の本田フィットネスボクシングジムが主催するプロボクシング興行にも使用されている。
- 2011年12月11日、神風塾主催「火の国格闘伝説 LEGEND 2」が開催され、ピーター・アーツが参戦した。
- 2013-14シーズンよりNBLに参戦する熊本ヴォルターズがホームゲームの大半を開催する[4]。

## 交通アクセス
- 九州産交バス「総合体育館前」下車